# The Princess Bride (album)
The Princess Bride je glazba iz istoimenog filma The Princess Bride.
Sve pjesme je skladao Mark Knopfler osim "Storybook Love" koju je skladao Willy DeVille.

## Popis pjesama
1. "Once upon a Time...Storybook Love" – 4:00
2. "I Will Never Love Again" – 3:04
3. "Florin Dance" – 1:32
4. "Morning Ride" – 1:36
5. "The Friends' Song" – 3:02
6. "The Cliffs of Insanity" – 3:18
7. "The Swordfight" – 2:43
8. "Guide My Sword" – 5:11
9. "The Fire Swamp and the Rodents of Unusual Size" – 4:47
10. "Revenge" – 3:51
11. "A Happy Ending" – 1:52
12. "Storybook Love" – 4:24